# História da Toscana

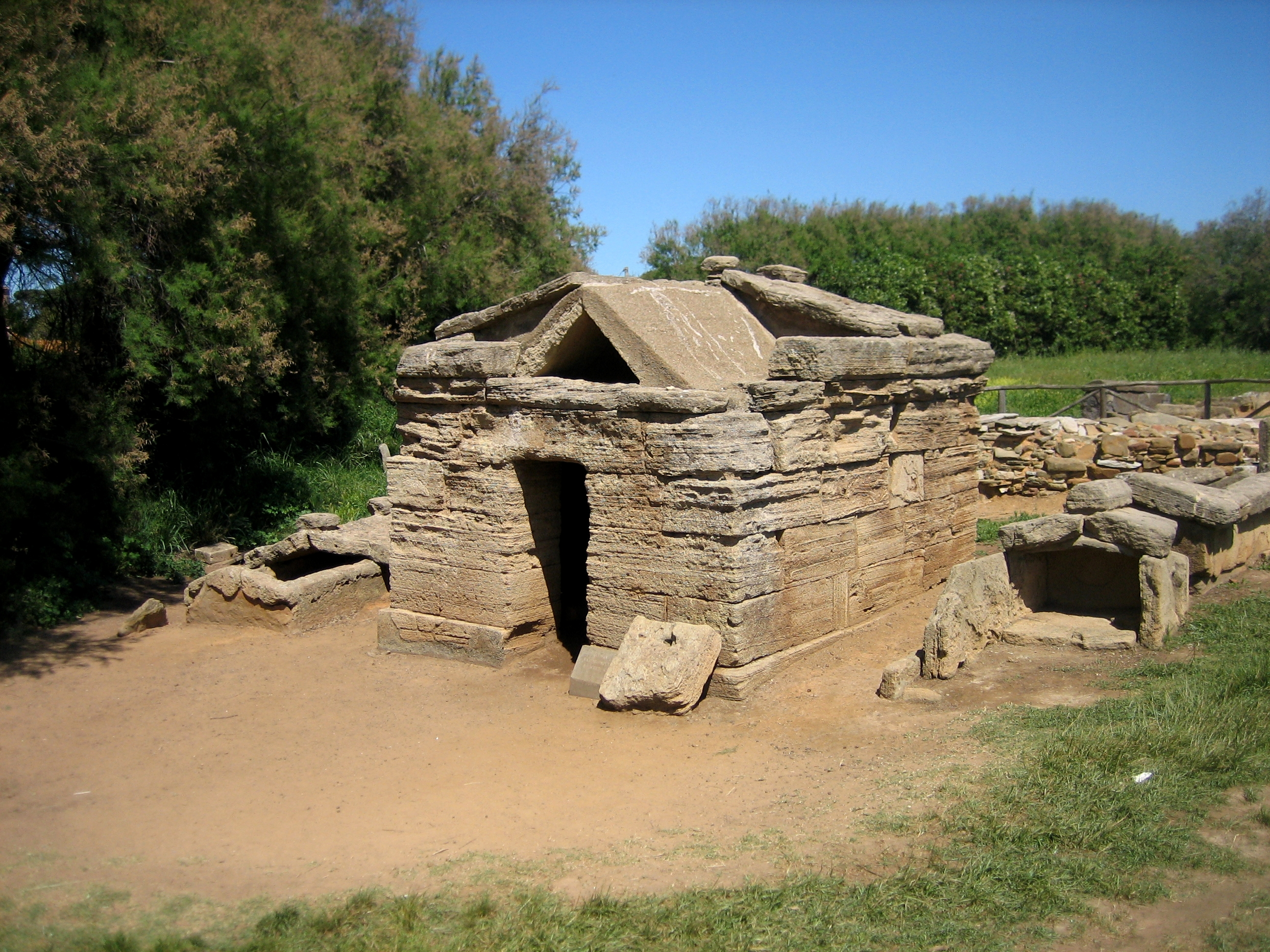
Cemitério etrusco na Toscana

A Toscana tornou-se uma identidade política, quando já o era geográfica e culturalmente, a partir do século XV, quando Florença iniciou a sua expansão com a aquisição de Pisa em 1405 e de Livorno em 1421. Siena juntou-se-lhes em 1555.
Habitada pelos etruscos, ligou-se definitivamente a Roma em finais do século IV a.C.. O seu nome Toscana, provém de "Tusci", ou tuscos, nome que se aplica também aos etruscos. Pela sua posição geográfica certamente viveu de muito perto as convulsões que agitaram a República Romana, depois o Império Romano e ainda os reinos dos bárbaros.

## O domínio pelos francos

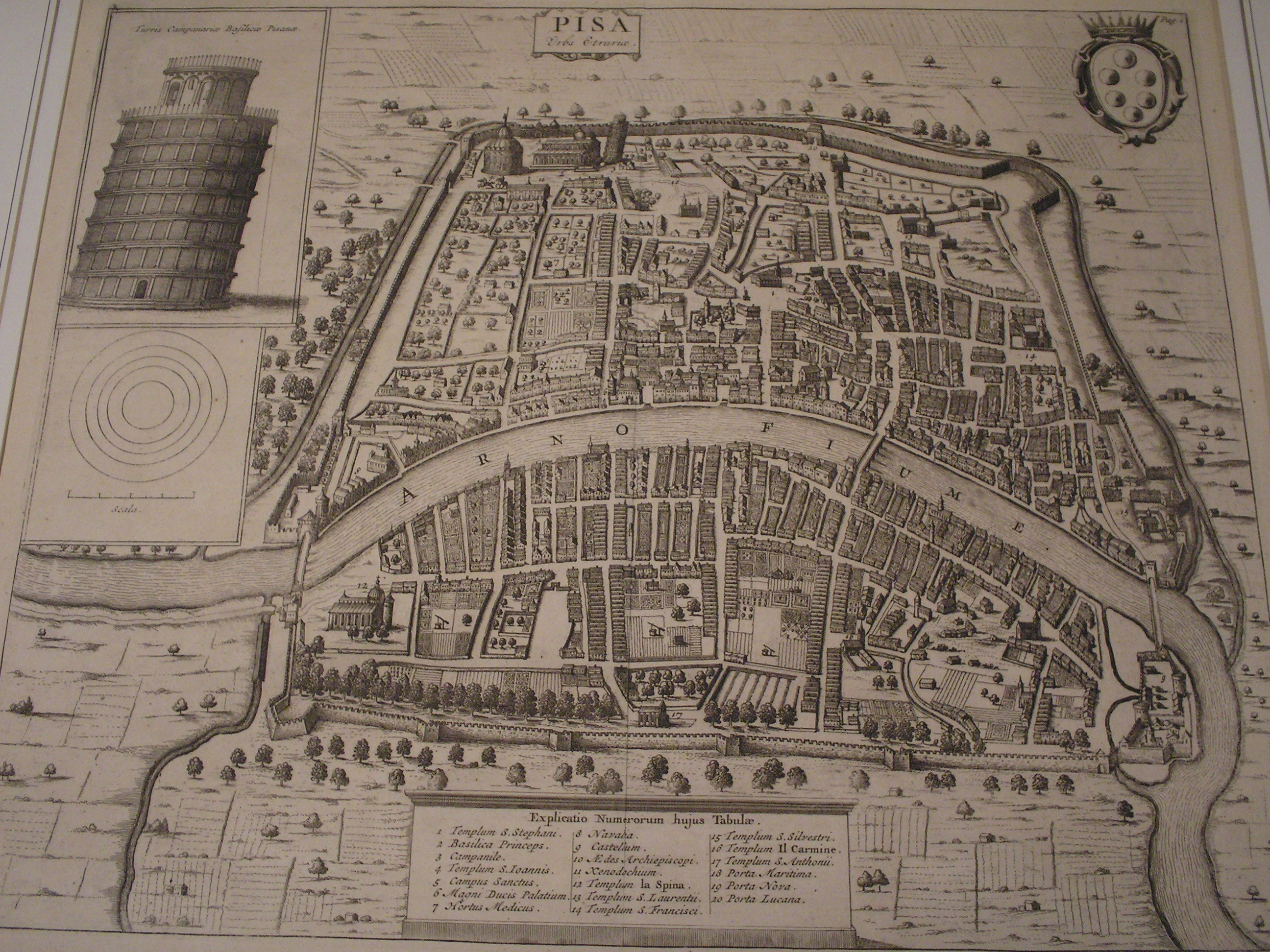
Mapa de Pisa na Idade Média

Os francos ocuparam esta região em 774, que ficou sob a posse dos Condes de Luca (mais tarde, marqueses da Toscana). Estes, bastante influentes na vida política da península Itálica, ao ponto de interferir com as eleições papais, terminaram a sua dinastia com a condessa Matilde, que legou o território em testamento aos Estados Pontifícios. O Império germânico, então em luta contra os Estados Pontifícios, negou a validade desse testamento. A salvo destas lutas, a Toscana viu as suas principais cidades emancipar-se e a reclamar independência. Com a luta entre guelfos e gibelinos, Luca, Pisa e Pistoia ficaram do lado dos primeiros e Florença pelos segundos. Se Pisa era então a cidade mais influente da Toscana, a sua sorte modificou-se em 1284, com a Batalha de Meliora, que marcou a ascensão de Florença. Esta cidade alargou a sua influência, sucessivamente, entre as cidades de Pistoia (1301), Volterra (1361), Arezzo, (1384) e Pisa, em 1405. Luca e Siena mantiveram-se independentes. 

## Os Médici
Pouco a pouco, a Toscana passa para as mãos dos Médici, de Florença. Estes chegaram ao poder em 1421. Afastados por duas vezes (de 1495 a 1512 e de 1527 a 1530), conseguiram sempre retomar o poder na cidade e na região. O Ducado de Florença foi criado por Carlos V, em 1531, a pensar em Alexandre de Médici ("o Mouro"). Cosmo I, filho de Giovanni dalle Bande Nere, tornou-se duque em 1537 e, com a aquisição de Siena, em 1559, sob a paz de Cateau-Cambrésis, nasceu o Grão-ducado da Toscana. Em 1569, os membros da família receberam o título de grão-duques da Toscana, por decisão do papa Pio V.

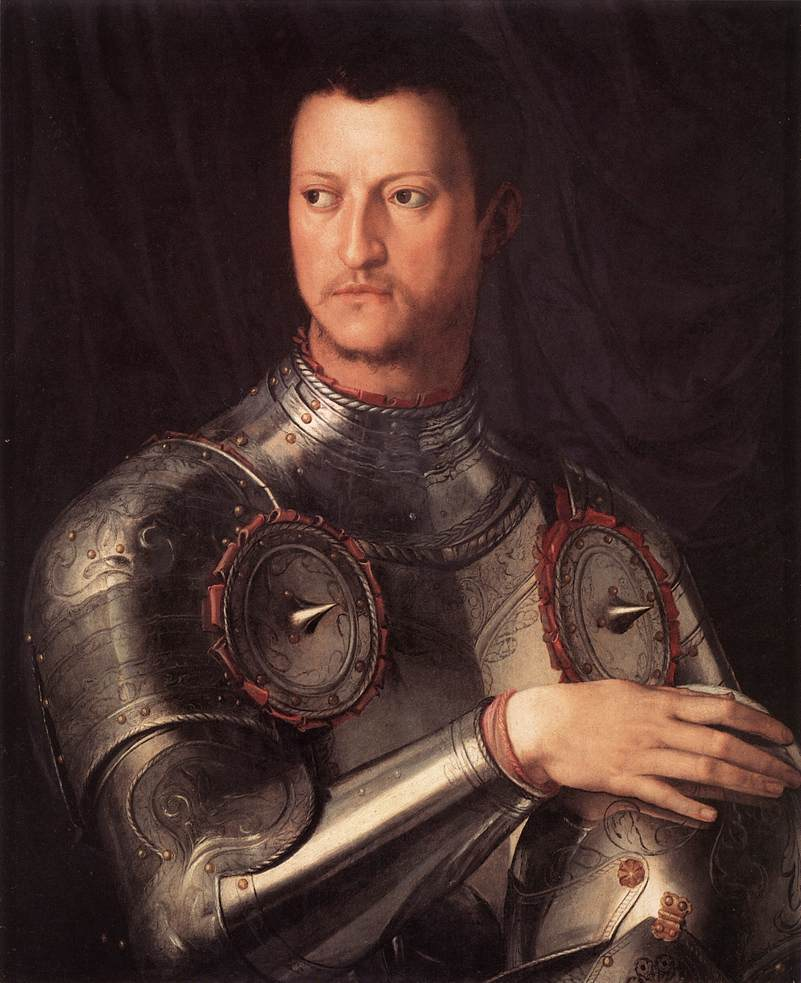
Cosmo I, Grão-Duque da Toscana

Cosmo morreu em 1574, continuando a sucessão da família Médici até João Gastão de Médici (1723 - 1737), com a morte do qual, sem herdeiros, o grão-ducado passou para a família de Lorena. Estanislau I da Polônia ficou com o território de Lorena e a Toscana foi dada a Francisco Estêvão de Lorena (Francisco II da Toscana), casado com Maria Teresa da Áustria, arquiduquesa da Áustria, como compensação pela perda. Em 1745, a casa dos Habsburgo-Lorena passou a ser da casa de Áustria, sendo eleitos para tomarem posse do Sacro Império Romano-Germânico em 1747, mantendo, contudo, a posse da região italiana. Sucedeu a Francisco, Leopoldo I de Lorena (1765 - 1790) que, ao tornar-se imperador, resignou em 1790 a favor do seu filho, Fernando III.

## Reino da Etrúria
Os franceses ocuparam a região em 1799, sem grande sucesso: o povo revoltou-se e expulsou os estrangeiros. Em Outubro de 1800, com a Batalha de Marengo, os franceses voltaram a ocupar o território. Em 1801, Napoleão integrou-a ao reino da Etrúria, sendo concedida a Luís de Bourbon, descendente do último duque de Parma. 

## A Toscana no Império Francês
Em 1807, a Toscana foi incorporada ao Império Francês, constituindo os três departamentos do Arno, Ombrone e Mediterrâneo. Em 1809, Napoleão nomeou como grã-duquesa a sua irmã, Elisa Baciocchi. Esta foi afastada em 18 de Setembro de 1814, com o regresso de Fernando III, que restaurou o Grão-Ducado. 

## O Grão-ducado da Toscana
Em 1814, o Grão-ducado da Toscana foi restaurado sob Fernando III. De novo nas mãos dos Habsburgos (Leopoldo II sucedeu a Fernando III, de 1824 a 1859; e Fernando IV de 1859 a 1860).
Em 1847, o Ducado de Lucca foi anexado pelo Grão-ducado da Toscana. 
Em 1848, houve uma revolução que teve como resultado a instauração da República, em Fevereiro de 1849, sob o triunvirato de Mazzini, Guerazzi e Montanelli. Leopoldo II, então no poder, foi deposto do poder mas a intervenção da Áustria. em Julho do mesmo ano, devolveu-lhe o trono.

## Anexação ao Reino de Itália
Em 1859, com a guerra entre o Reino da Sardenha-Piemonte e o Império Austríaco, o povo toscano rebelou-se e obrigou Fernando IV a pedir asilo em Viena, a 27 de abril de 1859. Em 1860, foi assimilada pelo Reino de Itália, após um plebiscito.